# Глибинний підйом
Глибинний підйом (англ. Deep Rising) — американський фільм жахів 1998 року режисера Стівена Соммерса. В головних ролях знялися Тріт Вільямс, Фамке Янссен та Ентоні Гілд.

## Сюжет
«Аргонавтика» — найдорожчий і найрозкішніший круїзний лайнер світу, побудований на гроші мільярдера Саймона Кентона, вирушив в свій перший навколосвітній круїз. Цей корабель вартістю 487,6 мільйонів доларів привернув увагу різного роду шахраїв як, наприклад, аферистку і злодійку міжнародного масштабу Трілліан Сент-Джеймс і команду найманців Ганновера. Але як з'ясовується в подальшому, найбільшим шахраєм є сам Кентон, який витративши на будівництво «Аргонавтика» майже весь свій статок несподівано виявив, що витрати на обслуговування судна не покривають доходи від нього, і тепер він хоче повернути хоча б частину своїх грошей. З цією метою він виводить з ладу всю бортову електроніку і домовляється з Ганновером, що той зі своїми людьми захопить і затопить «Аргонавтику», а сам Кентон згодом отримає страховку за корабель.
Події фільму відбуваються в той час, коли лайнер знаходиться в Південно-Китайському морі. У цьому місці, як в горезвісному Бермудському трикутнику, століттями зникали кораблі. Тут же була намічена точка контакту з «Аргонавтикою» Ганновера і його команди; їхня мета — дорогоцінні камені, що знаходяться в сейфі на борту судна. Вони найняли швидкохідний катер під командуванням колишнього моряка Джона Фіннегана. Він і його помічники Джой Пантуччі і Лейла були найняті головорізами Ганновера, хоча і не відали про це — все стало зрозуміло тільки після прямого нападу на лайнер.
Але «Аргонавтика» з незрозумілих причин стоїть на місці, повністю знеструмлена і з пробитим корпусом. На борту не виявилося жодного пасажира, все навколо заляпано кров'ю і всипано знівеченими трупами. Незабаром були виявлені троє живих людей — капітан судна Аттертон, його власник Кентон і Трілліан. Після їхнього плутаного пояснення всі на власні очі переконалися, що причиною загибелі пасажирів є гігантський морський монстр — гібрид спрута і хробака, подібного до вимерлого хробака отойї. Як пояснює Кентон, ця тварюка, нападаючи на людину, висмоктує з його тіла всю рідину, залишаючи один скелет.
Через кілька годин, протягом яких люди намагалися героїчно протистояти спруту (а точніше — його самостійним щупальцям з щелепами), в живих залишаються тільки троє — Фіннеган, Трілліан і Пантуччі. Фіннеган і Трілліан рятуються на скутері. В цей час Кентон спускається на катер — але він поставлений на автопілот з торпедами, за допомогою яких бойова група мала намір затопити судно. Кентон намагається включити управління, але йому нічого не вдається, і катер підриває «Аргонавтику», розносячи на шматки разом з спрутом.
Фіннеган і Трілліан в останній момент втікають на скутері і потім висаджуються на прилеглому безлюдному острові. Вони радіють, впевнені, що все вже позаду. До них випливає і Пантуччі. Але в фіналі вони чують жахливі крики якогось нового чудовиська; в міру віддалення камери видно, як хтось, наближаючись до них, розкидає дерева в сторони, а на задньому плані видно діючий вулкан.

## У ролях
| Актор              | Роль                 |
| ------------------ | -------------------- |
| Тріт Вільямс       | Джон Фіннеган        |
| Фамке Янссен       | Трілліан Сент-Джеймс |
| Кевін Дж. О'Коннор | Джой Пантуччі        |
| Ентоні Гілд        | Саймон Кентон        |
| Вес Стьюді         | Ганновер             |
| Джейсон Флемінг    | Малліган             |
| Кліфтон Павелл     | Мейсон               |
| Деррик О'Коннор    | капітан Аттертон     |
| Джімон Гонсу       | Віво                 |
| Кліфф Кертіс       | Мамулі               |
| Тревор Годдард     | Tі-Рей Джонс         |
| Клінт Кертіс       | Біллі                |
| Уна Деймон         | Лейла                |